# 男はつらいよ お帰り 寅さん
『男はつらいよ お帰り 寅さん』（おとこはつらいよ おかえりとらさん）は、2019年12月27日に公開された日本映画。映画『男はつらいよ』シリーズ50周年記念作品であり通算第50作目。

## 概要
『男はつらいよ 寅次郎ハイビスカスの花 特別篇』以来22年ぶりの完全新作。現在のくるまやとそれを囲む人々の人間模様が、過去のシリーズ映像を絡めて描かれる。
車竜造と車つねは仏壇に遺影が飾られている他、博役の前田吟のパンフレットでの裏設定では、定年退職後にタコ社長（桂梅太郎）は亡くなり隣の印刷工場も今はアパートになっている。
2019年10月28日に開幕された第32回東京国際映画祭では、オープニング作品として上映された。
本作を収録したDVD版とBlu-ray版が2020年7月8日に発売及びレンタル開始された。
50作あるシリーズの中で、唯一エンドロールがある作品。また、山田洋次監督作品で初めて全編デジタルHD撮影で製作された。
オープニングでは主題歌をサザンオールスターズの桑田佳祐がカヴァーしている。これは監督の山田がかねてから桑田の音楽のファンであったことと、テレビ番組で桑田が同曲をカヴァーするのを見たのがきっかけであり、手紙で直接オファーをしたものであった。過去には第40作『男はつらいよ 寅次郎サラダ記念日』でサザンの楽曲「ステレオ太陽族」が挿入歌に使用されたこともあった。一方の桑田も『男はつらいよ』のファンであり、この事に感謝をする旨を述べている。
出版社の編集長役のカンニング竹山の出演に関しては竹山が出ていた動画を山田がYouTubeで見た事がきっかけであるといい、「キミしかこの役はできないと思って呼んだ」と言われた事が明かされている。
BSテレビ東京にて2021年3月21日に無料テレビ初放送された。

## あらすじ
物語は諏訪満男の妻の七回忌の法要から始まる。
柴又の帝釈天の参道に昔あった「くるまや」の店舗は新しくカフェに生まれ変わり、その裏手に昔のままの住居がある。法事のあと、ひとしきり昔話に花が咲く。寅がマドンナを連れてくるたび、家中が大騒ぎだったことなど・・・あれからもう半世紀の歳月が流れたのだ。満男は、長い間サラリーマンをしていたがその合間に書いた小説が認められ小説家になっていた。そんなある日、満男の最新作の評判がよくサイン会をすることになる。ところがその列に並ぶ客の中に初恋の人、一度は結婚の約束までした女性、及川泉の姿を見て呆然となる。ヨーロッパで生活しているイズミは仕事で来日し、偶然サイン会に参加したのだった。イズミに再会した満男はサイン会もそこそこに「君に会わせたい人がいる」と小さなJAZZ喫茶にイズミを連れて行く。経営者の顔を見て驚くイズミ、それは20年以上前に奄美大島で会った寅の恋人のリリーだった。懐かしい人たちとの再会、そして思い返す寅さんのこと。それは満男とイズミにあたたかい何かをもたらしていく。イズミはその夜「くるまや」を訪れることになるのだが・・・

## ロケ地
- 東京都葛飾区柴又、中央区日本橋（水天宮）、中央区八重洲（八重洲ブックセンター、日本橋）、千代田区神田神保町、文京区（講談社）、世田谷区（成城大学）
- 神奈川県横須賀市長井
- 千葉県成田市（成田国際空港）
- 鳥取県鳥取市（鳥取砂丘）

『男はつらいよ　寅さん読本』1992、p.649、および公式サイトより。

## スタッフ
- 監督：山田洋次
- 脚本：山田洋次、朝原雄三
- プロデューサー：深澤宏
- 音楽：山本直純、山本純ノ介
  - 指揮：山本祐ノ介
  - 編曲：沢田完
- 撮影：近森眞史
- 助監督：佐々江智明、朝原雄三、石川勝己、濱田雄一郎、高崎信久、鈴木敏夫、山田桜
- 撮影協力：国連難民高等弁務官事務所
- 写真提供：広河隆一
- VFX：IMAGICA Lab.
- ラボ：東京現像所
- スタジオ：東宝スタジオ
- 光学リーレコ：東映デジタルセンター

## キャスト
- 車寅次郎：渥美清
- 諏訪さくら：倍賞千恵子
- 諏訪満男：吉岡秀隆
- イズミ・ブルーナ（及川泉）：後藤久美子
- 諏訪博：前田吟
- 高野節子：池脇千鶴
- 原礼子：夏木マリ
- リリー：浅丘ルリ子
- 朱美：美保純
- 源公：佐藤蛾次郎
- 諏訪ユリ：桜田ひより
- カフェくるまや店長・三平：北山雅康
- 編集長・飯田：カンニング竹山
- 書店の客：濱田マリ
- 出版社社員・山中：出川哲朗
- ジャズ喫茶店長：松野太紀
- ケアセンターの職員：林家たま平
- 噺家：立川志らく
- 窪田：小林稔侍
- 御前様：笹野高史
- 及川一男：橋爪功[注 3]
- イズミの上司：スザンネ・シェアマン
- 富田望生、上杉陽一、小野瀬侑子、川村那月、ムートン伊藤、倉島颯良、中澤準、田中壮太郎　ほか

## 受賞
- 第44回日本アカデミー賞
  - 最優秀編集賞（石井巌、石島一秀）
  - 優秀作品賞
  - 優秀脚本賞（山田洋次、朝原雄三）
  - 優秀主演女優賞（倍賞千恵子）
  - 優秀助演女優賞（後藤久美子）
  - 優秀撮影賞（近森眞史）
  - 優秀照明賞（土山正人）
  - 優秀音楽賞（山本純ノ介）
  - 優秀美術賞（倉田智子、吉澤祥子）
  - 優秀録音賞（岸田和美）[10]
- 第29回日本映画批評家大賞
  - 編集賞（浦岡敬一賞）（石井巌、石島一秀）